# ششه
ششه در اساطیر و فولکلور ایران، نام جن وار یا موجودی شبیه جن است که در روز ششم تولد، نوزادان را خفه می کند.

## منبع
- جان.راسل.هینیلز (۱۳۸۵)، شناخت اساطیر ایران، ترجمهٔ باجلان فرّخی، تهران: انتشارات اساطیر، شابک ۹۶۴-۳۳۱-۲۶۴-X